# Harold Medina
Harold Joshua Medina (ur. 30 stycznia 2002 w Bluefields) – nikaraguański piłkarz występujący na pozycji ofensywnego lub środkowego pomocnika, reprezentant Nikaragui, od 2019 roku zawodnik Realu Estelí.